# Отніїл
Отніїл (івр. עָתְנִיאֵל בֶּן קְנַז «лев божий») — перший з числа Ізраїлевих суддів. Був сином Кеназа, молодшого брата Калева (Сд. 3:9). Він узяв місто Кір'ят-Сефер і за це отримав у нагороду в дружини дочку Калева — Ахсу (Нав. 15:16-17, Сд. 1:13).

## Перші судді
Після смерті Ісуса Навина, та, напевно, по закінченні декількох років, ізраїльтяни побралися з доньками Ханаану й впали в ідолопоклонство — служили Ваалові та Астарі. За це вони і були покарані восьмирічним утиском з боку царя Араму. Після покарання Господь поставив їм очільника в особі Отніїла з племені Юди, що мав звільнити їх від ворога:
Згадки про Отніїла у Першій книзі хроніки також пов'язані з його батьком Кеназом та братом Калевом — 1 Хр. 4:13 та 1 Хр. 27:15. Після перемоги над арамським царем запанував мир сорок років. Після цього часу Отніїл помер (Сд. 3:11).

Могила Отніїла знагодиться у Геброні в кварталі H1.